# 傳遞模型
在數學集合論上，傳遞模型是一個標準且傳遞的集合論模型。「標準」指這模型的關係是其元素間慣常的屬於關係；而「傳遞」則指這集合是一個傳遞集合或類。

## 例子
- 內模型是包含所有序數的傳遞模型。
- 可數傳遞模型（countable transitive model，縮寫為CTM），顧名思義，是一個包含可數多個元素的傳遞模型。

## 性質
若{\displaystyle M}為傳遞模型，則{\displaystyle \omega ^{M}}是標準的{\displaystyle \omega }，這表示說這模型的正整數、整數及有理數都與其標準變體相同；此外，傳遞模型的每個實數都是標準的實數，但這不表示傳遞模型需要包含所有的標準實數。